# استیل‌واتر (مینه‌سوتا)
استیل‌واتر  (به انگلیسی: Stillwater) شهری در شهرستان واشینگتن ایالت مینه‌سوتا در کشور ایالات متحده آمریکا است که جمعیت آن در سرشماری سال ۲۰۱۰ میلادی، ۱۸۲۲۵ نفر بوده‌است.